# Exhaust Heat II
Exhaust Heat II (エキゾースト・ヒートII?) är ett racingspel från 1993, utvecklat och utgivet av SETA Corporation till SNES. Spelet är uppföljaren till Exhaust Heat, och hette i Nordamerika F1 ROC II: Race of Champions.

## Handling
Spelet utspelar sig i en inte alltför avlägsen framtid, då formelbil- och NASCAR-serien gått samman.

### Fotnoter
1. 1 2  kompositörsinformation och ljudupptagning Arkiverad 2 maj 2014 hämtat från the Wayback Machine. på SNES Music
2. 1 2  ”Release date”. GameFAQs. Arkiverad från originalet den 17 mars 2005. https://web.archive.org/web/20050317123216/http://www.gamefaqs.com/console/snes/data/588317.html. Läst 30 april 2014.